# Indiana Pacers 2002-2003
La stagione 2002-03 degli Indiana Pacers fu la 27ª nella NBA per la franchigia.
Gli Indiana Pacers arrivarono secondi nella Central Division della Eastern Conference con un record di 48-34. Nei play-off persero al primo turno con i Boston Celtics (4-2).

## Roster
| N° | Naz.                   | Ruolo | Sportivo         | Anno | Alt. | Peso |
| -- | ---------------------- | ----- | ---------------- | ---- | ---- | ---- |
| 2  | Stati Uniti (bandiera) | G     | Jamison Brewer   | 1980 | 193  | 83   |
| 3  | Stati Uniti (bandiera) | A     | Al Harrington    | 1980 | 206  | 104  |
| 5  | Stati Uniti (bandiera) | GA    | Ron Mercer       | 1976 | 201  | 95   |
| 7  | Stati Uniti (bandiera) | AC    | Jermaine O'Neal  | 1978 | 211  | 103  |
| 10 | Stati Uniti (bandiera) | AC    | Jeff Foster      | 1977 | 211  | 107  |
| 11 | Stati Uniti (bandiera) | G     | Jamaal Tinsley   | 1978 | 191  | 88   |
| 14 | Stati Uniti (bandiera) | G     | Tim Hardaway     | 1966 | 183  | 79   |
| 20 | Stati Uniti (bandiera) | GA    | Fred Jones       | 1979 | 193  | 95   |
| 21 | Stati Uniti (bandiera) | G     | Erick Strickland | 1973 | 191  | 95   |
| 23 | Stati Uniti (bandiera) | A     | Ron Artest       | 1979 | 198  | 111  |
| 24 | Stati Uniti (bandiera) | A     | Jonathan Bender  | 1981 | 211  | 92   |
| 27 | Slovenia (bandiera)    | C     | Primož Brezec    | 1979 | 218  | 114  |
| 31 | Stati Uniti (bandiera) | GA    | Reggie Miller    | 1965 | 201  | 84   |
| 44 | Stati Uniti (bandiera) | A     | Austin Croshere  | 1975 | 206  | 107  |
| 52 | Stati Uniti (bandiera) | C     | Brad Miller      | 1976 | 211  | 111  |

## Staff tecnico
- Allenatore: Isiah Thomas
- Vice-allenatori: Mark Aguirre, Dan Burke, Vern Fleming, Brendan Malone, Jim Staak
- Preparatore atletico: David Craig